# 하치노헤 광산

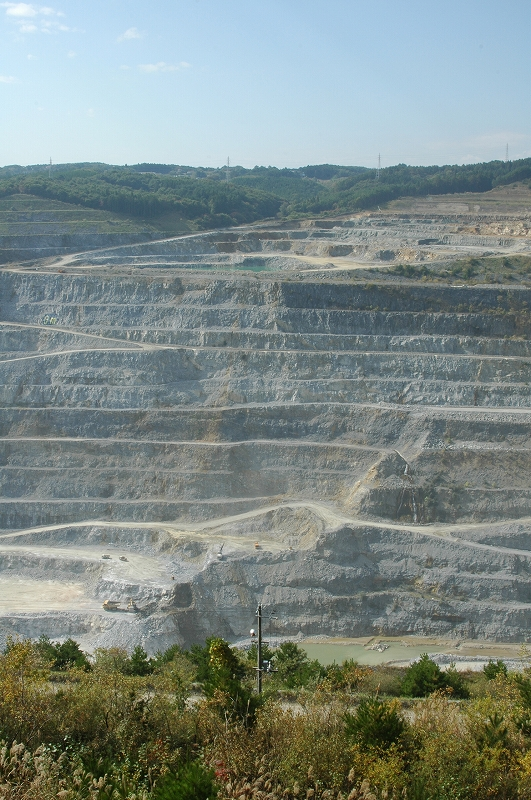
하치노헤 광산

하치노헤 광산(일본어: 八戸鉱山)은 일본 아오모리현 하치노헤시의 노천굴이다. 일본에서 가장 유명한 석회암이 많이 분포된 곳으로, 일본의 극점 중에서 가장 최저점에 위치한 곳이기도 하다.